# Château du Prince Léopold

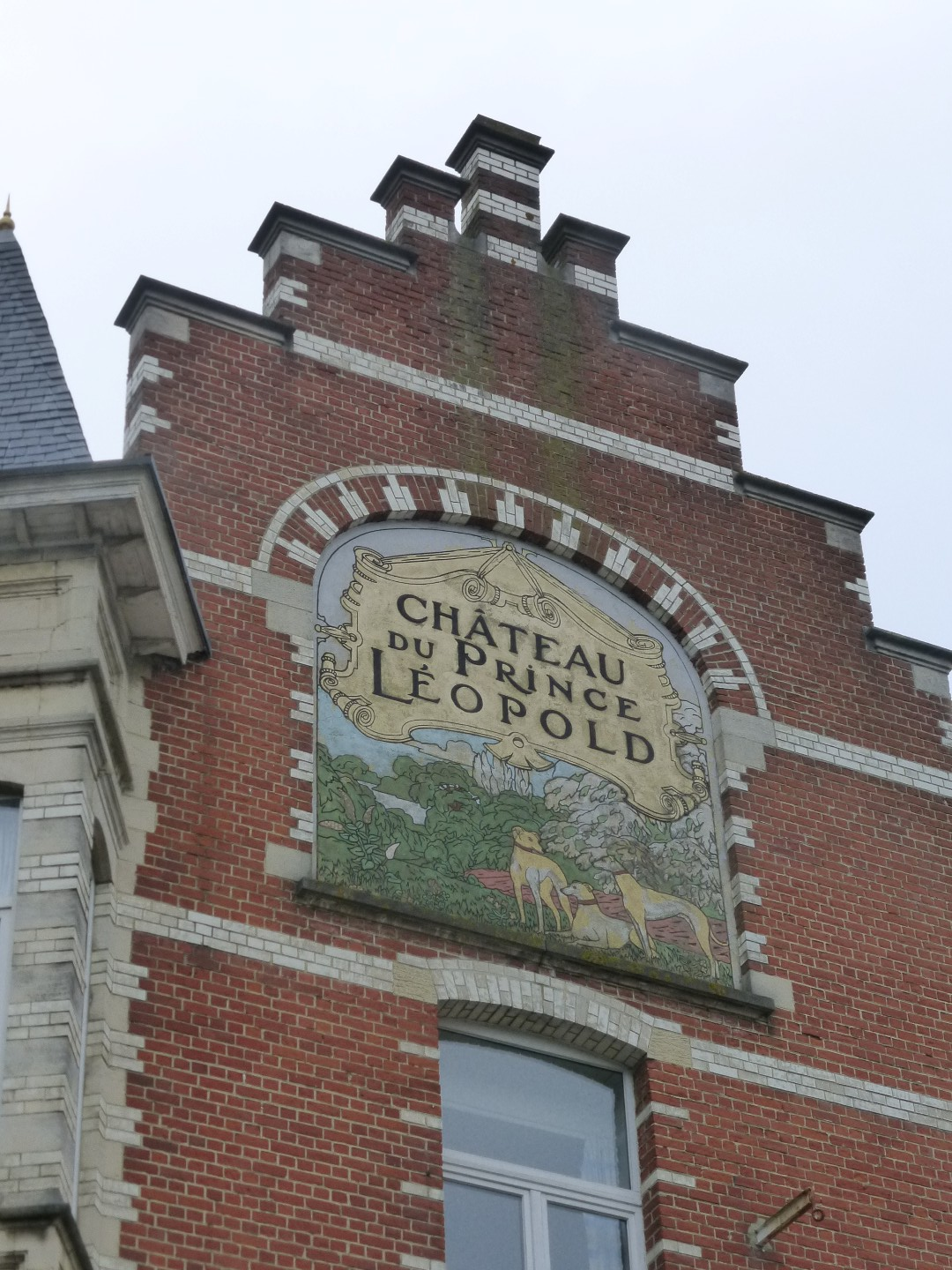
Sgraffito

Het Château du Prince Léopold is een bouwwerk in de tot de Vlaams-Brabantse gemeente Overijse behorende plaats Jezus-Eik, gelegen aan de Sint-Jansbergdreef 16 en de Terblokstraat 102-104.

## Geschiedenis
Het betreft feitelijk geen kasteel -zoals de naam zou doen vermoeden- maar een in 1905 opgericht hotel-restaurant waarop echter een groot art nouveau-jachttafereel in sgraffito was aangebracht dat ook de naam van het "Château" vermeldde. Het is echter nimmer een jachtslot van prins Leopold geweest, doch een publiek toegankelijk restaurant.